# Municipio de Burlingame
El municipio de Burlingame (en inglés: Burlingame Township) es un municipio ubicado en el condado de Osage en el estado estadounidense de Kansas. En el año 2010 tenía una población de 1680 habitantes y una densidad poblacional de 8,97 personas por km².

## Geografía
El municipio de Burlingame se encuentra ubicado en las coordenadas 38°48′32″N 95°52′5″O / 38.80889, -95.86806. Según la Oficina del Censo de los Estados Unidos, el municipio tiene una superficie total de 187.29 km², de la cual 186,73 km² corresponden a tierra firme y (0,3 %) 0,56 km² es agua.

## Demografía
Según el censo de 2010, había 1680 personas residiendo en el municipio de Burlingame. La densidad de población era de 8,97 hab./km². De los 1680 habitantes, el municipio de Burlingame estaba compuesto por el 96,85 % blancos, el 0,18 % eran afroamericanos, el 0,48 % eran amerindios, el 0,42 % eran de otras razas y el 2,08 % eran de una mezcla de razas. Del total de la población el 0,77 % eran hispanos o latinos de cualquier raza.